# Proposta de venda única
En màrqueting, la proposta de venda única (en anglès unique selling proposition, USP), també anomenada punt de venda únic, o la proposta de valor única (UVP) al llenç del model de negoci, és l'estratègia de màrqueting d'informar els clients sobre com la pròpia marca o producte és superior a la seva pròpia marca o producte.
Es va utilitzar en campanyes publicitàries d'èxit de principis dels anys quaranta. El terme va ser encunyat pel pioner de la publicitat televisiva Rosser Reeves de Ted Bates &amp; Company. Theodore Levitt, professor de la Harvard Business School, va suggerir que "la diferenciació és una de les activitats estratègiques i tàctiques més importants en què les empreses han de participar constantment". El terme s'ha ampliat per cobrir la pròpia " marca personal".

## Definició
Una proposta de venda única (USP) fa referència al benefici únic que presenta una empresa, servei, producte o marca que li permet diferenciar-se dels competidors. La proposta de venda única ha de ser una característica que destaqui els beneficis del producte que siguin significatius per als consumidors. USP se centra en afirmacions explícites d'unicitat que impliquen un atribut de producte o benefici en ús objectivament verificable.
1. Cada anunci ha de fer una proposta al consumidor, no només paraules, productes inflats o publicitat a l'aparador. Cada anunci ha de dir a cada lector: "Compreu aquest producte, per aquest benefici específic".
2. La proposta ha de ser una que la competència no pugui o no ofereix. Ha de ser únic: ja sigui en la marca o en una reclamació, la resta d'aquesta àrea de publicitat en particular no ho fa.
3. La proposta ha de ser prou forta per moure les masses, és a dir, atraure nous clients així com clients potencials.

## Importància
El concepte USP és un dels vuit enfocaments generals de les execucions creatives en publicitat. L'enfocament USP pot ser eficaç quan uns nivells elevats d'innovació tecnològica caracteritzen una categoria de producte. Un USP clar ajuda els consumidors a entendre les diferències, fins i tot les diferències inexistents, entre les ofertes de marca en una categoria, i també pot ajudar els consumidors a formar una actitud positiva cap a una marca i, en última instància, pot contribºuir a augmentar els nivells de record de la marca.
Per tal de definir una Proposta Única de Venda (USP) adequada per a una marca, els venedors han de realitzar una investigació exhaustiva tant de la categoria com dels consumidors. És essencial trobar un espai al mercat on la característica destacada sigui única i, al mateix temps, valorada pels clients potencials. A més, els venedors haurien de "vendre's" la marca a si mateixos primer; això els permetrà apassionar-se pel producte i confiar en el seu èxit. Per tant, és fonamental que el venedor tingui un punt clau per utilitzar a l'hora de vendre el seu producte o servei, i preparar-lo amb antelació pot marcar la diferència en l'èxit de la venda. Tenir un punt de diferència per destacar és un benefici important als mercats; els clients seran atrets per un negoci si ofereix alguna cosa que ningú més té. Tant si les diferències són subtils o flagrants, poden ser la força motriu que garanteix que el consumidor final prengui la decisió desitjada per triar un producte per sobre de la competència. 
En mercats on hi ha molts productes similars, un USP és una eina clau per diferenciar un producte de la competència. Els productes o serveis que no es diferencien corren el risc de ser percebuts pels consumidors com a mercaderies fungibles, cosa que pot reduir el seu valor de mercat. Per tant, disposar d'un punt de venda únic és fonamental per mantenir un negoci competitiu, capaç de gestionar la competència actual i afrontar els reptes futurs en mercats similars. 
El mercat d'ordinadors personals d'escriptori ofereix un exemple amb molts fabricants i el potencial de nous fabricants en qualsevol moment.Apple va utilitzar l'eslògan "Beauty outside, Beast inside" per a la seva campanya Mac Pro per diferenciar el seu producte com a "bell" en comparació amb qualsevol altre ordinador d'escriptori. Els compradors d'aquest producte estaven disposats a pagar un preu superior, en comparació amb ordinadors d'escriptori tècnicament similars.  Apple es diferencia amb un enfocament en l'estètica i les tecnologies d'avantguarda. "Estalvia diners, viu millor" de Wal-Mart (Waiz, 2013). Wal-Mart es preocupa per ser els grans magatzems més barats i per recordar als clients que l'important no és quant es gasta en un producte. Aquest USP es basa en missatges forts, directes i concis que ofereixen als consumidors una idea clara del valor exacte que rebran per triar una marca o producte determinat. Una cosa tan senzilla que pot atraure clients així i mostrar la proposta de venda única del negoci és el que la gent busca.  Les estratègies de màrqueting són molt importants per a diferents empreses per establir la seva identitat i augmentar la quota de mercat. 
Un bon USP hauria de dirigir-se a un públic específic. A més, un USP no només ha de ser únic, sinó que també ha de complir les seves promeses per demostrar la seva confiança.

## Exemples
Els següents són exemples de propostes de venda úniques. El que habitualment es considera un eslògan es millora amb un benefici diferenciador del producte o servei. Normalment, la singularitat s'ofereix mitjançant un procés, ingredient o sistema únic que produeix el benefici descrit. 
- M&amp;M's : "Es fon a la boca, no a la mà". 1954[16] Els M&M utilitzen un recobriment de sucre dur patentat que evita que la xocolata es fongui a les mans, per la qual cosa els soldats de xocolata podrien portar, en comparació amb altres marques. [<span title="This claim needs references to reliable sources. (September 2023)">Cita necessària</span> ]
- Head & Shoulders : "Clínicament provat per reduir la caspa". 1961[17] Després de 10 anys d'investigació, es va trobar que el Pyrithione Zinc era un ingredient que era realment eficaç per eliminar la caspa on altres productes no eren eficaços. Afegir el nom "Espatlles" al nom del producte també va indicar que el producte eliminava les marques blanques reveladores de la roba causades per les escates de caspa que cauen del cabell. [<span title="This claim needs references to reliable sources. (September 2023)">Cita necessària</span> ]
- Domino's Pizza : "Rebreu pizza fresca i calenta a la vostra porta en 30 minuts o menys, o és gratuïta". 1973-1993 "You Got 30 Minutes" 2007-[18] Domino's utilitza el que anomena "make line" i altres sistemes per fer pizzes ràpidament. [<span title="This claim needs references to reliable sources. (September 2023)">Cita necessària</span> ]